# Rue d'Ouessant
La rue d'Ouessant est une rue du 15e arrondissement de Paris.

## Situation et accès
Elle débute 7, rue de Pondichéry et se termine 64, avenue de la Motte-Picquet.

## Origine du nom

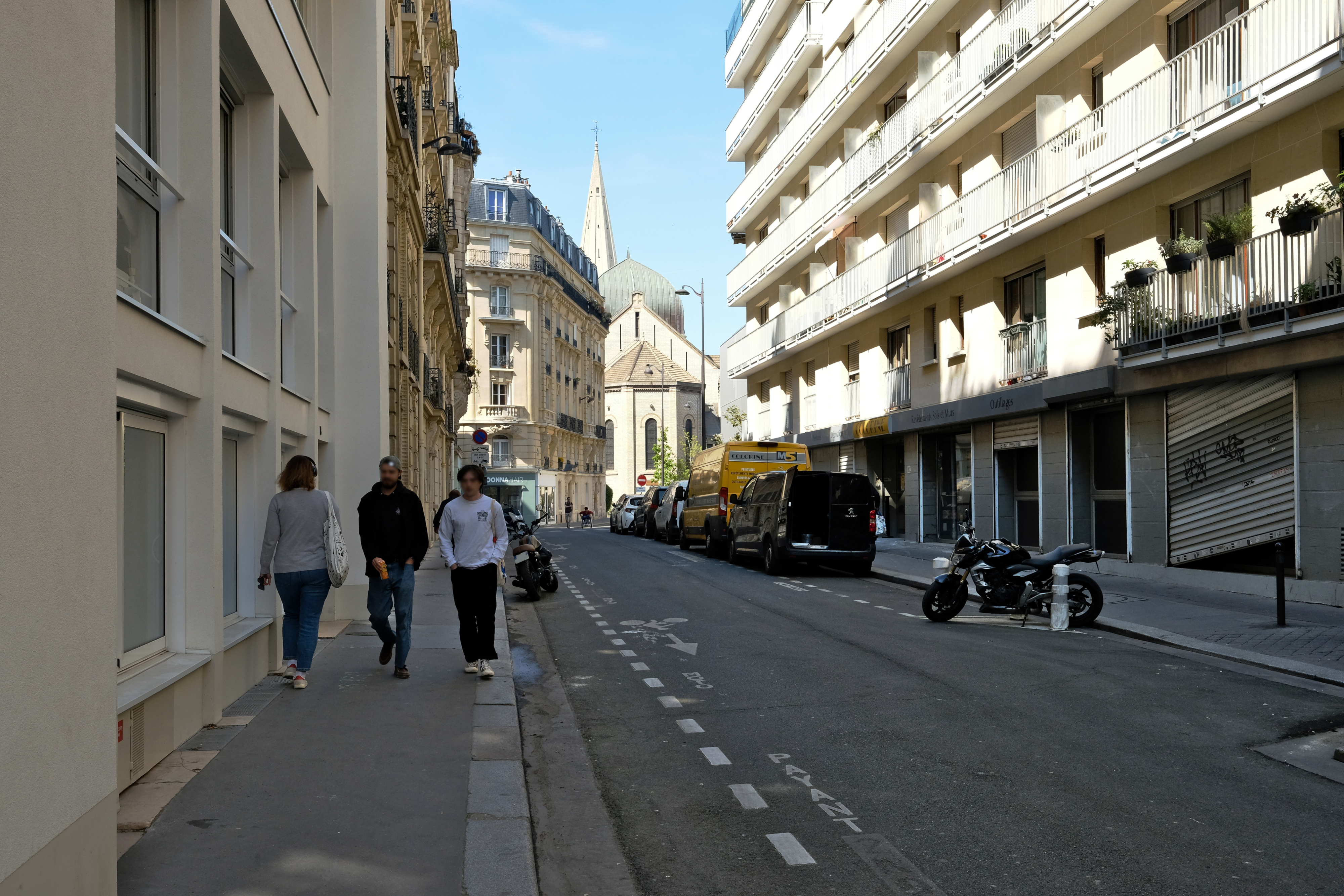
La rue d'Ouessant en 2025.

La rue tire son nom de l'île d'Ouessant, île bretonne située à vingt kilomètres de la côte du Finistère.

## Historique

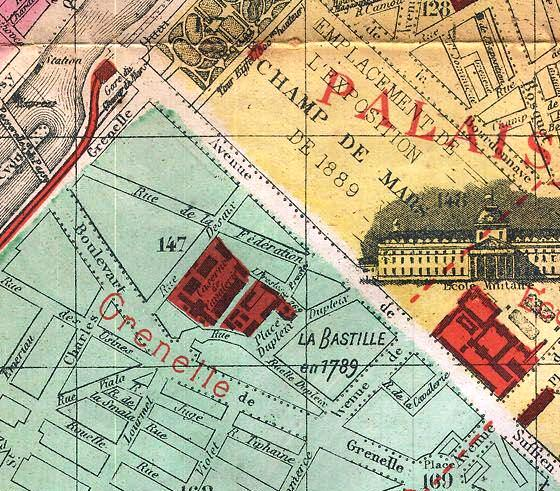
L'emplacement de la reconstitution de la Bastille sur le plan de Vuillemin (1889).

La rue a été ouverte en 1889. Elle s'étend sur une partie du terrain qui a été occupé par la reconstitution de la forteresse de la Bastille construite entre l'avenue de Suffren et le boulevard de Grenelle pour l'Exposition universelle de Paris de 1889, à l'occasion du centenaire de la prise du bâtiment par les révolutionnaires.

## Bâtiments remarquables et lieux de mémoire
- No 14 : en 1919, le décorateur et créateur de meubles Jacques-Émile Ruhlmann achète ce bâtiment à vocation industrielle et y installe des ateliers de peintures, tapisseries, papiers peints et miroiterie ; en 1923, il y adjoint un atelier d'ébénisterie.
- No 21 : Le peintre Robert Fernier (1895-1977), créateur du musée Gustave Courbet, peintres par ailleurs cousins éloignés, y a vécu de 1924 à 1929, gardant son atelier de peinture à Ornans où il est inhumé [3].